# Body Farm - Corpi da reato
Body Farm - Corpi da reato (The Body Farm) è una serie televisiva britannica prodotta nel 2011. È uno spin-off di Waking the Dead.
La serie è stata trasmessa in prima visione nel Regno Unito da BBC One a partire dal 13 settembre 2011. In Italia è invece andata in onda sul canale satellitare Fox Crime dal 9 aprile 2012.

## Trama
Una speciale squadra della polizia scientifica britannica, guidata da Eve Lockart, esegue particolari indagini che tentano di analizzare le cause di morte di alcuni cadaveri, a seguito di analisi sperimentali sui processi di decomposizione.

## Episodi
| Stagione       | Episodi | Prima TV Regno Unito | Prima TV Italia |
| -------------- | ------- | -------------------- | --------------- |
| Prima stagione | 6       | 2011                 | 2012            |

## Personaggi e interpreti
- Dr. Craig Hale (stagione 1), interpretato da Keith Allen, doppiato da Paolo Marchese.
- Dr. Eve Lockart (stagione 1), interpretata da Tara Fitzgerald, doppiata da Alessandra Cassioli.
- Dr. Mike Phillips (stagione 1), interpretato da Mark Baezely, doppiato da Massimo Bitossi.
- Dr. Oscar "Oggy" Traynor (stagione 1), interpretato da Finlay Robertson, doppiato da David Chevalier.
- Dr. Rosa Gilbert (stagione 1), interpretata da Wunmi Mosaku, doppiata da Emanuela Baroni.

## Produzione
Ideato da Trevor Eve, la serie è uno spin-off di Waking the Dead, prodotta dal 2000 al 2011: dopo la chiusura di quest'ultima, la BBC commissionò subito la realizzazione di Body Farm. La nuova serie vede tra i protagonisti Eve Lockart, personaggio interpretato dall'attrice Tara Fitzgerald e già presente nel cast della serie madre dal 2007 al 2011.
La produzione di una prima stagione da 6 episodi venne annunciata nel gennaio del 2011, con le riprese che partirono nel marzo successivo. Un primo trailer dello spin-off venne mostrato in occasione del finale di serie di Waking the Dead. Lo spin-off è stato girato nelle zone rurali di Macclesfield e in quelle urbane di Manchester.
Body Farm debuttò su BBC One il 13 settembre 2011 con buoni risultati d'ascolto, che però non vennero confermati nelle settimane successive. Il 30 gennaio 2012 la serie venne ufficialmente cancellata dalla BBC al termine dell'unica stagione prodotta, a causa degli ascolti ritenuti insoddisfacenti.